# 弗勒里讷
弗勒里讷（法語：Fleurines，法語發音：[flœʁin]）是法国瓦兹省的一个市镇，属于桑利斯区。

## 地理
弗勒里讷（49°15'44"N, 2°35'8"E）面积11.95 平方千米，位于法国上法蘭西大區瓦兹省，该省份为法国北部内陆省份，北起索姆省，西接厄尔省和滨海塞纳省，南至塞纳-马恩省和瓦兹河谷省，东临埃纳省。
与弗勒里讷接壤的市镇（或旧市镇、城区）包括：博尔派尔、蓬圣马克桑斯、桑利斯、韦尔讷伊昂纳拉特、维莱圣弗朗堡-奥尼翁。

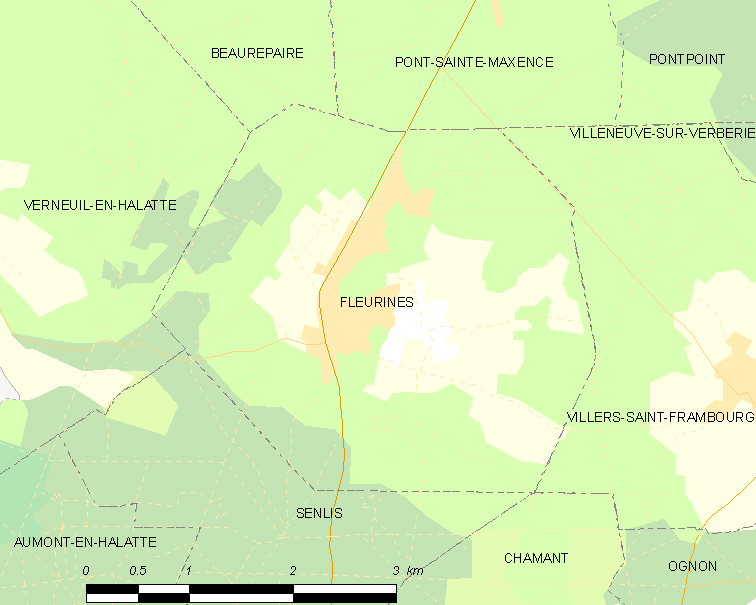
弗勒里讷的OSM定位图

弗勒里讷的时区为UTC+01:00、UTC+02:00（夏令时）。

## 行政
弗勒里讷的邮政编码为60700，INSEE市镇编码为60238。

## 政治
弗勒里讷所属的省级选区为桑利斯县。

## 人口

1962-2008年间弗勒里讷人口变化图示

弗勒里讷于2022年1月1日时的人口数量为1927人。